# Koncepcja rozwoju intelektualnego
Koncepcja rozwoju intelektualnego (Jeana Piageta) – opiera się na założeniu, że inteligencja jest rozwiniętą formą adaptacji biologicznej, w wyniku której dochodzi do strukturalizowania procesów poznawczych.
Przystosowanie jest rozpatrywane zatem w kategoriach poznawczych – jest zrównoważeniem procesów asymilacji i akomodacji. Zdolność dopasowywania wzrasta dzięki wzrastającej złożoności i stałości struktur poznawczych, które rozwijają się na bazie struktur odziedziczonych (odruchy bezwarunkowe) i tworzą schematy składające się na wiedzę człowieka.
Koncepcja ta została stworzona przez szwajcarskiego psychologa Jana Piageta.

## Etapy rozwoju poznawczego

### Stadium sensoryczno-motoryczne (inteligencji praktycznej)
Od urodzenia do ≈ 2. roku życia
- przedmiotem poznania są stosunki przestrzenne między przedmiotami w otoczeniu dziecka;
- schematy, które kształtują się w tym okresie:
  - schemat stałego przedmiotu, 8., 9–12. mż. (założenie o jego istnieniu mimo zniknięcia z pola widzenia);
  - schemat uniwersalnej przestrzeni (niezależnej od doznań czuciowych);
  - schemat następstwa czasowego (umożliwiający rejestrowanie kolejności zdarzeń);
  - schemat przyczynowości (system umożliwiający osiąganie pożądanych stanów rzeczy)
- stopniowy wzrost świadomości sensorycznej i motorycznej
- dominacja czynności odruchowych, głównym osiągnięciem rozwojowym jest powstanie struktury umożliwiającej przemieszczanie się z miejsca na miejsce – "praktyczna grupa przekształceń";
- słabo rozwinięta pamięć;
- kształtujące się wyodrębnianie siebie od środowiska;
- kształtowanie się pojęcia istnienia

Fazy stadium sensomotorycznego według Piageta (Bee, 2004).
| Faza | Wiek w miesiącach | Określenie Piageta              | Charakterystyka |
| ---- | ----------------- | ------------------------------- | --- |
| 1    | 0 – 1             | Odruchy                         | Powolna zmiana prymitywnych schematów pod wpływem akomodacji; brak naśladowania; brak łączenia informacji z różnych zmysłów. |
| 2    | 1 – 4             | Reakcje kołowe pierwotne        | Dalsza akomodacja podstawowych schematów (ssanie, chwytanie, patrzenia); początek koordynowania schematów z różnych zmysłów. |
| 3    | 4 – 8             | Reakcje kołowe wtórne           | Większa świadomość zdarzeń, początek uczenia metodą 'prób i błędów'; początek rozumienia 'pojęcia przedmiotu'.               |
| 4    | 8 -12             | Koordynacja schematów           | Wyraźne zachowania intencjonalne; naśladowanie nowych zachowań; transfer intermodalny.                                       |
| 5    | 12 – 18           | Reakcje kołowe trzeciego rzędu  | Początek 'eksperymentowania' z zabawami i manipulowaniem przedmiotami.                                                       |
| 6    | 18 – 24           | Początki reprezentacji myślowej | Rozwój użycia symboli w celu reprezentowania przedmiotów i zdarzeń.                                                          |

### Stadium przedoperacyjne (inteligencji reprezentującej)
Trwa od 2. do 7. roku życia.
- myślenie konkretno-wyobrażeniowe (za pomocą obrazów), intuicyjne i impulsywne
- myślenie transdukcyjne ("od szczegółu do szczegółu")
- intensywny rozwój języka
- rozwój pojęć
- przyswajanie znaków i symboli (patyk jako łyżka, banan jako telefon)
- rozumowanie oparte na zdarzeniach zewnętrznych (a nie na operacjach logicznych), które cechuje:
  - nieodwracalność – brak zdolności przekształceń
  - egocentryzm
  - centracja
  - animizm
  - artyficjalizm
  - antropomorfizm
  - sprawiedliwość immanentna
- interioryzacja – przekształcanie czynności faktycznych w umysłowe, a którego przejawami są:
  - odroczone naśladownictwo
  - zabawa symboliczna
  - wyobrażanie sobie – wywoływanie obrazów umysłowych
  - mowa wewnętrzna
- kształtująca się zdolność do antycypowania przyszłości

### Stadium operacji konkretnych
Trwa ≈ 7–11., 12. rok życia.
- myślenie słowno-logiczne
- wykształcone pojęcie stałości objętości i masy
- odwracalność operacji umysłowych
- przyswojenie pojęć logicznych oraz zdolność do klasyfikacji hierarchicznej
- brak myślenia abstrakcyjnego
- możliwość dokonywania kategoryzacji
- rozumienie relacji
- rozumowanie indukcyjne (od szczegółu do ogółu)
- decentracja

### Stadium operacji formalnych
Trwa od ≈ 12. roku życia
- myślenie hipotetyczno-dedukcyjne (od ogółu do szczegółu)
- rozwój myślenia abstrakcyjnego
- dominacja inteligencji werbalnej

### Stadium myślenia postformalnego (kontynuacja myśli Piageta)
- Relatywizm – rozumienie, że wiedza zależy od subiektywnych doświadczeń i punktu widzenia

- Dialektyczność – traktowanie rzeczywistości jako takiej, którą charakteryzuje nieustanna zmienność i sprzeczności

- Dywergencyjność – myślenie twórcze

Krytyka tez Piageta, dotyczących stadiów rozwoju myślenia, doprowadziła wielu badaczy do wyodrębnienia jeszcze jednego stadium myślenia – stadium myślenia postformalnego. Krytyka ta oparta była zarówno na nowszych rozstrzygnięciach teoretycznych, jak i na danych empirycznych.